# Cantonul Saint-Étienne-les-Orgues
Cantonul Saint-Étienne-les-Orgues este un canton din arondismentul Forcalquier, departamentul Alpes-de-Haute-Provence, regiunea Provence-Alpes-Côte d'Azur, Franța.

## Comune
- Cruis
- Fontienne
- Lardiers
- Mallefougasse-Augès
- Montlaux
- Ongles
- Revest-Saint-Martin
- Saint-Étienne-les-Orgues (reședință)